# The Hunger Games: Mockingjay – Part 1
The Hunger Games: Mockingjay – Part 1 (bra: Jogos Vorazes: A Esperança – Parte 1'; prt: The Hunger Games: A Revolta – Parte 1) é um filme de aventura e ficção científica estadunidense de 2014, baseado no livro A Esperança, de Suzanne Collins, sendo o terceiro da série de filmes The Hunger Games. Foi dirigido por Francis Lawrence e protogonizado por Jennifer Lawrence, Josh Hutcherson e Liam Hemsworth, nos papéis de Katniss Everdeen, Peeta Mellark e Gale Hawthorne, respectivamente.
The Hunger Games: Mockingjay – Part 1 é o penúltimo filme da franquia, sendo dividido em duas partes. A estratégia comercial foi a mesma utilizada pela Warner Bros. Pictures com Harry Potter and the Deathly Hallows e também adotada pela Summit Entertainment em The Twilight Saga: Breaking Dawn. Os direitos das obras The Hunger Games para os cinemas pertencem à Lionsgate, que produziu os quatro filmes da série. A produtora também é proprietária da Summit, que foi adquirida após o êxito dos filmes da saga Twilight.
Mockingjay – Part 1 é a segunda maior arrecadação do mercado interno, Estados Unidos e Canadá em 2014 com US$ 337 milhões. Ficou atrás apenas de American Sniper, que arrecadou US$ 350 milhões. Mundialmente, ficou em quinto lugar em receita, atrás de Transformers: Age of Extinction, The Hobbit: The Battle of the Five Armies, Guardians of the Galaxy e Maleficent.
O filme recebeu críticas medianas da crítica especializada, aclamando a atuação sólida, particularmente a de Lawrence e o subtexto político, mas questionando a falta de ação em um filme do gênero, e o desfecho do filme ser dividido em duas partes.
No Brasil, Mockingjay - Part 1 quebrou o recorde de maior estreia em número de salas que antes era de The Twilight Saga: Breaking Dawn — Part 2, 1.300 salas contra 1.500 salas. A ocupação total de número de salas dos cinemas do país na época (1.336 de um total aproximado de 2.800) gerou debates, com Manoel Rangel, da Agência Nacional de Cinema chamando de “predatória” a ocupação de quase 50% das salas com um filme, e devido ao caso, a ANCINE elaborou um termo para limitar lançamentos de tais proporções. Em resposta, Marcio Fraccaroli, o então presidente da Paris Filmes, concordou com a proposta.
A sequência, The Hunger Games: Mockingjay - Part 2, estreou em novembro de 2015, encerrando as adaptações cinematográficas da trilogia The Hunger Games.

## Sinopse
Katniss Everdeen (Jennifer Lawrence) conseguiu sobreviver duas vezes a terrível arena dos Jogos Vorazes. Entretanto, sua coragem e sua força contribuíram para uma revolução contra a Capital onde no inicio a jovem Katniss entra no jogos para salvar sua pequena irmã e agora deverá enfrentar o seu governo. Depois que a Capital conseguiu destruir o Distrito 12 Katniss se refugia no lendário Distrito 13 sob a liderança da presidente Alma Coin (Julianne Moore) e seu conselheiro e amigo de confiança Haymitch Abernathy (Woody Harrelson). Agora Katniss precisa escolher salvar a si mesma ou salvar seu povo da opressão dos punhos de ferro da grande Capital. Para isso acontecer Katniss divulga-se como "Tordo", (o principal símbolo da revolução) enquanto luta para salvar Peeta (Josh Hutcherson) e sua nação movida por sua coragem. Agora mais do que tudo a esperança tem que ser maior que o medo.

## Elenco
- Jennifer Lawrence como Katniss Everdeen
- Josh Hutcherson como Peeta Mellark
- Liam Hemsworth como Gale Hawthorne
- Julianne Moore como Presidente Alma Coin
- Woody Harrelson como Haymitch Abernathy
- Donald Sutherland como Presidente Snow
- Elizabeth Banks como Effie Trinket
- Sam Claflin como Finnick Odair
- Philip Seymour-Hoffman como Plutarch Heavensbee
- Willow Shields como Primrose Everdeen
- Jeffrey Wright como Beetee
- Stanley Tucci como Caesar Flickerman
- Natalie Dormer como Cressida
- Jena Malone como Johanna Mason
- Stef Dawson como Annie Cresta
- Evan Ross como Messala
- Mahershala Ali como Boggs
- Patina Miller como Comandante Paylor
- Wes Chatham como Castor
- Elden Henson como Pollux
- Robert Knepper como Antonius

## Dublagem brasileira
Estúdio de dublagem - Delart
Produção
- Direção de Dublagem: Manolo Rey[13]
- Cliente:  Paris Filmes[13]
- Tradução:  Manolo Rey[13]
- Direção musical:  Félix Ferrà[13]
- Técnico(s) de Gravação:  Henrique Caldas, Marcos Vinni e Rodrigo Oliveira[13]
- Mixagem:  Gustavo Andriewiski[13]

Elenco
- Katniss: Mariana Torres[13]
- Alma Coin: Carla Pompílio[13]
- Plutarch: Elcio Romar[13]
- Gale: Marcos Souza[13]
- Peeta: Andreas Avancini[13]
- Haymitch: Hercules Franco[13]
- Finnick: Raphael Rossatto[13]
- Effie: Miriam Ficher[13]
- Boggs: Francisco Jr.[13]
- Anne: Hannah Buttel[13]
- Beetee: Ricardo Telles[13]
- Castor: Sérgio Menezes[13]
- Johanna: Gabriella Bicalho[13]
- Snow: Isaac Bardavid[13]
- Caesar: Ricardo Schnetzer[13]
- Prim: Bruna Laynes[13]
- Egeria: Lina Rossana[13]
- Paylor: Mabel Cezar[13]
- Cressida: Flavia Fontenelle[13]
- Mãe da Katniss: Rita Lopes[13]

## Trilha Sonora (Musical)
| N.º | Título                | Música                                | Duração |  |
| 1.  | "Meltdown"            | Stromae, Lorde, Pusha T, Q-Tip e HAIM | 4:01    |  |
| 2.  | "Dead Air"            | CHVRCHES                              | 3:14    |  |
| 3.  | "Scream My Name"      | Tove Lo                               | 3:34    |  |
| 4.  | "Kingdom"             | Charli XCX e Simon Le Bon             | 4:04    |  |
| 5.  | "All My Love"         | Major Lazer e Ariana Grande           | 3:52    |  |
| 6.  | "Lost Souls"          | Raury                                 | 2:53    |  |
| 7.  | "Yellow Flicker Beat" | Lorde                                 | 3:54    |  |
| 8.  | "The Leap"            | Tinashe                               | 4:06    |  |
| 9.  | "Plan The Escape"     | Bat for Lashes                        | 2:30    |  |
| 10. | "Original Beast"      | Grace Jones                           | 4:21    |  |
| 11. | "Flicker (rework)"    | Lorde e Kanye West                    | 4:12    |  |
| 12. | "Animal"              | XOV                                   | 3:18    |  |
| 13. | "This Is Not a Game"  | The Chemical Brothers e Miguel        | 3:14    |  |
| 14. | "Ladder Song"         | Lorde                                 | 3:14    |  |

## Produção
Em 10 de julho de 2012 Lionsgate anunciou que o romance Mockingjay seria dividido em duas partes, The Hunger Games: Mockingjay - Part 1 está previsto para ser lançado em 21 de novembro de 2014, The Hunger Games: Mockingjay - Part 2 em 20 de novembro de 2015. Em 1º de novembro de 2012, foi confirmado que Francis Lawrence, diretor de The Hunger Games: Catching Fire, iria retornar para dirigir as duas partes finais da série. Em 6 de dezembro Danny Strong anunciou que vai escrever o terceiro e quarto filmes. Em 15 de fevereiro, Lionsgate confirmou o script para a Parte 1 escrito por Strong, dando-lhe permissão para escrever a parte 2. A produção do filme está programada para começar em 16 de setembro de 2013, em Boston, Atlanta e Los Angeles. Mais tarde em agosto, Hemsworth também confirmou que filmagens do filme começaria em setembro. Em 13 de novembro, Nina Jacobson revelou que Peter Craig também foi contratado para escrever as adaptações.
No dia 15 de maio, as primeiras imagens do filme foram divulgadas pelo site oficial do filme, The Hunger Games Explorer. Nas imagens estão os atores Julianne Moore (Alma Coin), Woody Harrelson (Haymitch Abenarthy) assim como o falecido Philip Seymour Hoffman (Plutarch Heavensbee).

## Divulgação
A divulgação do filme foi iniciada quando a Lionsgate lançou o primeiro teaser do filme. Os primeiros teasers do filme foram chamados de "pontoprops". Os pontoprops são comerciais feitos pela TV Capital, contidos no livro A Esperança. O primeiro pontoprop se chama "Juntos Como Um Só", onde o Presidente Snow (Donald Sutherland) discursa, ao lado de Peeta (Josh Hutcherson) e vários pacificadores, sobre a paz.
O segundo pontoprop se chama "União". Esse pontoprop se torna mais revelador, pois mostra Presidente Snow discursando ao lado de Peeta e Johanna (Jena Malone), quando o vídeo é interrompido por Beetee (Jeffrey Wright) falando do Distrito 13 "O Tordo Vive", referindo-se à Katniss (Jennifer Lawrence). Um poster foi liberado junto a esse pontoprop. A cantora Lorde cantou ma das músicas da trilha sonora oficial do filme, "Yellow Flicker Beat".

## Protestos políticos
Em 19 de novembro de 2014 as maiores redes de cinemas da Tailândia decidiram não exibir o filme com medo de uma reação política, devido à junta militar tailandesa proibir a saudação de três dedos por considerá-la um símbolo não oficial da oposição ao golpe militar ocorrido no país em 22 de maio de 2014.

## Recepção
O site agregador de avaliações críticas Rotten Tomatoes relatou que o filme teve um índice de aprovação de 66 por cento, com base em 210 avaliações, com uma pontuação média de 6.3/10. O consenso do site diz: "The Hunger Games: Mockingjay - Part 1 define o final da franquia com um penúltimo capítulo carregado de performances sólidas e um sub-texto político inteligente, embora venha breve perante à ação." O filme também tem uma pontuação de 64 em 100 baseado em 44 avaliações coletadas pelo agregador Metacritic, indicando "avaliações favoráveis". De acordo com as avaliações do Telegraph o filme teve uma recepção crítica mista. O Los Angeles Times também informou um consenso crítico misto. O público abordado pelo CinemaScore deu ao filme uma nota de "A-".